# Бјанка Савојска
Бјанка Савојска је била војвоткиња од Милана, супруга војводе  Галеаца II Висконтија. Била је једина преживела ћерка Ајмона Савојског и Јоланде Палеологине, ћерке Теодора I Палеолога маркиза од Моферата.

## Младост
Бјанка је била друго од петоро деце грофа Ајмона Савојског и грофице Јоланде, ћерке Теодора I, маркиза од Моферата. Када је Бјанка имала шест година, 24. децембра 1342. године, умрла је њена мајка грофица Јоланда рађајући сина Луја, који је умро у детињству. Шест месеци касније, 22. јуна 1343. године, умире и њен отац гроф Ајмон.
Године 1345. почели су преговори да се она уда за сина краља Едварда III Енглеског, како би се обновили односи између Савоје и Енглеске.
Бјанка је одрастала у Савојском замку, на обали Сивог језера. Године 1345. умире њен брат Јован, па је једини мушки наследник остао Амедео, Бјанкин старији брат. Овај период је обележила разорна епидемија Црне смрти, која је убила велики део европског становништва.

## Војвоткиња од Милана
Бјанка се удала за Галеаца 28. септембра 1350. године. Галеацо је тада имао око шеснаест година. Његов стриц Ђовани Висконти позвао га је да заузме Болоњу, али га је крхко здравље спречило. После пресељења у Болоњу, рођено је њихово прво дете, Ђан Галеацо Висконти, а годину дана касније још једна ћерка Марија (која је умрла у априлу 1362. године, стара десет година) и 1354. још једна ћерка Јоланда. Када је избио рат између Милана и њеног ујака маркиза Јована II Палеолога, (потоњег је подржавао Бјанкин брат гроф Амедео VI), Бјанка је учинила све да спречи свађе између грофа Амадеа VI и њеног мужа. Сукоб је окончан.

## Позне године
Када се здравље њеног мужа погоршало, пар се преселио у Кортенову. Војвода Галеацо II је умро 1378. године. Бјанка је основала манастир посвећен светој Клари Асишкој. Последњих година свог живота провела је гајећи и васпитавајући своју унуку Валентину. Године 1385. заједно са сином учествовала је у завери против Бернаваса, која је успела. Ђан Галеацо је сада био једини владар. Године 1386. Јоланда је умрла. Бјанку је веома погодила смрт њене ћерке.
Војвоткиња Бјанка Савоја Висконти је умрла 31. децембра 1387. године. Сахрањена је у манастиру свете Кларе, у Павији.

## Породица
Војвоткиња Бјанка и војвода Галеацо II су имали троје деце:
- Ђан Галеацо, који је наследио свог оца као господар Милана. Прво се оженио Изабелом, а касније и Катарином Висконти.[7]
- Марија. Прво је била верена за маркиза Отона III од Монферата. Умро је пре него што су се венчали.
- Јоланда Висконти се узастопно удала за Лајонела од Антверпена, па за Ота III од Монферата и коначно за свог рођака Лудовика Висконтија, гувернера Лодија и Парме.